# Innocent as a BABY
『innocent as a BABY』（イノセント・アズ・ア・ベイビー）は、能登有沙の3枚目のミニアルバム。2010年8月14日にHAPPY! STYLEから発売された。販売はコミックマーケット78にて行われた。

## 収録内容
| #  | タイトル                 | 作詞     | 作曲               | 編曲               |
| -- | ------------------------ | -------- | ------------------ | ------------------ |
| 1. | 「みせかけ、意地っ張り」 | 能登有沙 | ぼーかりおどP(noa) | ぼーかりおどP(noa) |
| 2. | 「Shin -シン-」          | 能登有沙 | とものかつみ       | とものかつみ       |
| 3. | 「じれった愛」           | 能登有沙 | とものかつみ       | とものかつみ       |
| 4. | 「Jeweling Heart」       | 能登有沙 | とものかつみ       | とものかつみ       |
| 5. | 「カゼノツバサ」         | 能登有沙 | とものかつみ       | とものかつみ       |